# Ockranopping
Ockranopping (Entoloma kervernii) är en svampart som först beskrevs av De Guern., och fick sitt nu gällande namn av Meinhard (Michael) Moser 1978. Ockranopping ingår i släktet Entoloma och familjen Entolomataceae.  Arten är reproducerande i Sverige. Inga underarter finns listade i Catalogue of Life.